# W polu (przełęcz)
W polu – przełęcz w obrębie Wzgórz Trzebnickich, położona w gminie Oborniki Śląskie. Rozdziela Siemianicki Grzbiet położony na północ od przełęczy od masywu Grzybka i Żniwnej Kopy leżące odpowiednio po stronie południowej i południowo wschodniej. Położona jest na wysokości 203,0 m n.p.m. i sąsiaduje z nienazwanym wierzchołkiem Siemianickiego Grzbietu położonym na wysokości 214,0 m n.p.m. stanowiącym punkt widokowy. Przez przełęcz przebiega szlak turystyczny.

## Położenie i otoczenie
Przełęcz położona jest w obrębie Wzgórz Trzebnickich, będących mezoregionem o identyfikatorze 318.44 (według regionalizacji fizycznogeograficznej opracowanej przez Jerzego Kondrackiego), należących do Wału Trzebnickiego (makroregion o indeksie 318.4). W ramach tych Wzgórz Trzebnickich wyróżnia się także mikroregion, obejmujący przełęcz „W polu” – Grzbiet Trzebnicki (mikroregion o indeksie 318.444), a pasmo leży w jego północno zachodniej części.
Pod względem podziału administracyjnego wzniesienie jest położone w Gminie Oborniki Śląskie, powiecie Trzebnickim, województwie Dolnośląskim, jednostka ewidencyjna Oborniki Śląskie – obszar wiejski, obręb Siemianice. Miejscowość Siemianice leży na zachód od przełęczy, miasto Oborniki Śląskie na południu.

## Charakterystyka
Przełęcz „W polu” leży pomiędzy Siemianickim Grzbietem a masywem Grzybka oraz Żniwną Kopą i Kowalskimi Górami. Położona jest na wysokości bezwzględnej wynoszącej 203,0 m n.p.m.. Po stronie północnej znajduje się wierzchołek należący do Siemianickiego Grzbietu, bez nazwy, leżący na wysokości 214,0 m n.p.m. Stanowi on punkt widokowy, tak jak i sama przełęcz, z której rozpościera się widok na Kotlinę Żmigrodzką w kierunku północnym i północno-wschodnim, oraz wzgórza położone wokół Kuraszkowa, takie jak Kozie Czuby i Kuraszowska Góra (Gnieździec). Natomiast po stronie południowej wznosi się masyw Grzybka, z najwyższym wzniesieniem Górą Holtei’a, której wierzchołek położony jest na wysokości 217,0 m n.p.m. oraz na południowym wschodzie Żniwna Kopa z wierzchołkiem wnoszącym się na wysokość 241,0 m n.p.m. i dalej Kowalskie Góry. Przez przełęcz przebiega szlak turystyczny.
Obszar ten zagospodarowany jest jako użytki rolne.